# Gente di mare/Lascia che sia il tuo cuore
Gente di mare è un brano musicale del 1987, scritto da Raf, Giancarlo Bigazzi e Umberto Tozzi ed interpretato dagli stessi Tozzi e Raf, quest'ultimo alla sua prima interpretazione di una canzone in italiano.
Il brano è stato cantato il 9 maggio 1987 all'Eurofestival, classificandosi al terzo posto.
Il singolo è rimasto per ventisette settimane nelle classifiche italiane, raggiungendo anche il secondo posto.
Il brano è stato anche usato come sigla dell'omonima fiction andata in onda su Rai 1 dal 2005 al 2007; inoltre, nel corso degli anni, è diventato l'inno della tifoseria del Pescara.
Ne esistono alcune cover: una in portoghese, eseguita dal cantante brasiliano Fábio Jr., (Felicidade), una in islandese (Komdu um jólin, eseguita da Gunnar Ólason nel 2002 e diventata una popolare canzone natalizia nel Paese nordico), mentre versioni in italiano sono state fatte dall'italo-tedesco Nino De Angelo (album Un momento italiano del 2004) e dai Ricchi e Poveri (album Allegro italiano del 1992).

## Tracce
Lato A
1. Gente di mare – 3:53 (testo: Giancarlo Bigazzi – musica: Umberto Tozzi e Raffaele Riefoli)

Lato B
1. Lascia che sia il tuo cuore – 4:43 (musica: Umberto Tozzi e Raffaele Riefoli)

## Classifiche
| Classifica (2003)   | Posizione più alta |
| ------------------- | ------------------ |
| Italia              | 2                  |
| Svizzera            | 7                  |
| Austria             | 8                  |
| Ultratop 50 Fiandre | 5                  |
| Svezia              | 6                  |